# 9469 Shashank
9469 Shashank eller 1998 MY34 är en asteroid i huvudbältet som upptäcktes den 24 juni 1998 av LINEAR i Socorro County, New Mexico. Den är uppkallad efter Shashank Hitesh Dholakia.